# VF-6
Fighter Squadron 6 (Stíhací peruť 6) neboli VF-6 byla letecká peruť Námořnictva Spojených států amerických. Původně vznikla 23. září 1921 jako Combat Squadron 4 (Bojová peruť 4), a 1. července 1922 byla přeznačena na VF-2 a poté 19. března 1923 na VF -2B a 1. ledna 1927 na VF-6B, 1. července 1927 na VF-6, 1. července 1928 na VB -2B, 1. července 1930 na VF-6B, 1. července 1937 na VF-3 a 15. července 1943 opět na VF-6. Rozpuštěna byla 29. října 1945.

## Operační historie

### Dvacátá léta

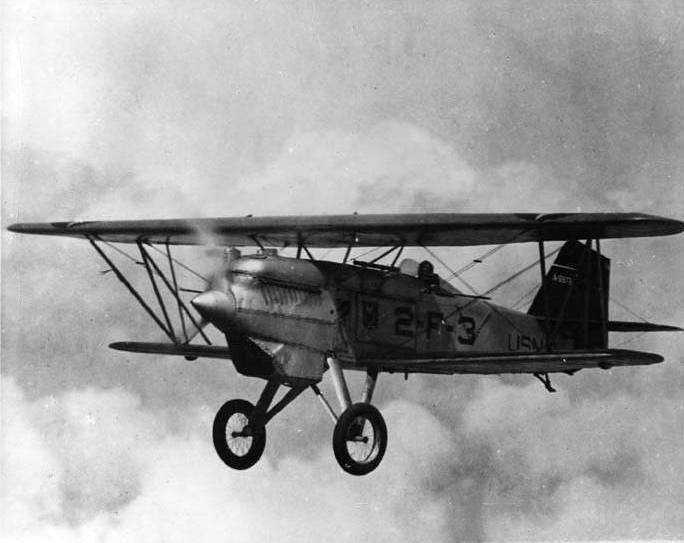
Letový snímek F6C peruti VF-2.

Combat Squadron Four (Bojová peruť 4) byla založena 23. září 1921 na Námořní letecké základně San Diego v Kalifornii. Pod novým označením VF-2 a přezdívkou Flying Chiefs poté operovala s dvouplošníky Vought VE-7 z paluby USS Langley, první letadlové lodi US Navy. Mezi lety 1922 a 1925 pak peruť VF-2/VF-2B prováděla experimenty s palubními operacemi u kalifornského pobřeží. Aktivity letadel byly zprvu omezeny na průzkum, ale ukázaly vrchnímu veliteli amerického námořnictva potenciál námořního letectva a ten pak doporučil co nejrychlejší dokončení USS Lexington a USS Saratoga.
V roce 1926 VF-2B se stroji Curtiss F6C Hawk jako první peruť předvedla koncepci střemhlavého bombardování simulovanými útoky na lodě Pacifického loďstva z výšky 12 000 stop, které překvapily velitele hladinových lodí, očekávající běžné útoky z malé výšky a vodorovného letu a zaskočily obsluhy protiletadlových zbraní.
V roce 1927 peruť označená nyní jako VF-6 obdržela stroje Vought FU-1, z nichž po jednom obdržela každá bitevní loď floty, a zbývající stroje jednotky zůstaly na základně NAS North Island. Stroje jednotky byly hydroplány katapultované z palub lodí a přistávající na hladině moře, odkud byly vyzdviženy zpět na palubu.
V roce 1928 byla peruť přeložena zpět na USS Langley a byla přeznačena na VF-2B. Během následujících patnácti let nesla střídavě označení VF-6B, VF-3, a VF-6, v závislosti na příslušnosti mateřské lodi (Dodatek „B“ znamenal, že byla součástí bitevního loďstva (Battle Fleet), „S“ nesly peruti lodí průzkumného loďstva (Scouting Fleet). V roce 1937 byl tento rozlišovač z označení námořních perutí odstraněn).

### Třicátá léta

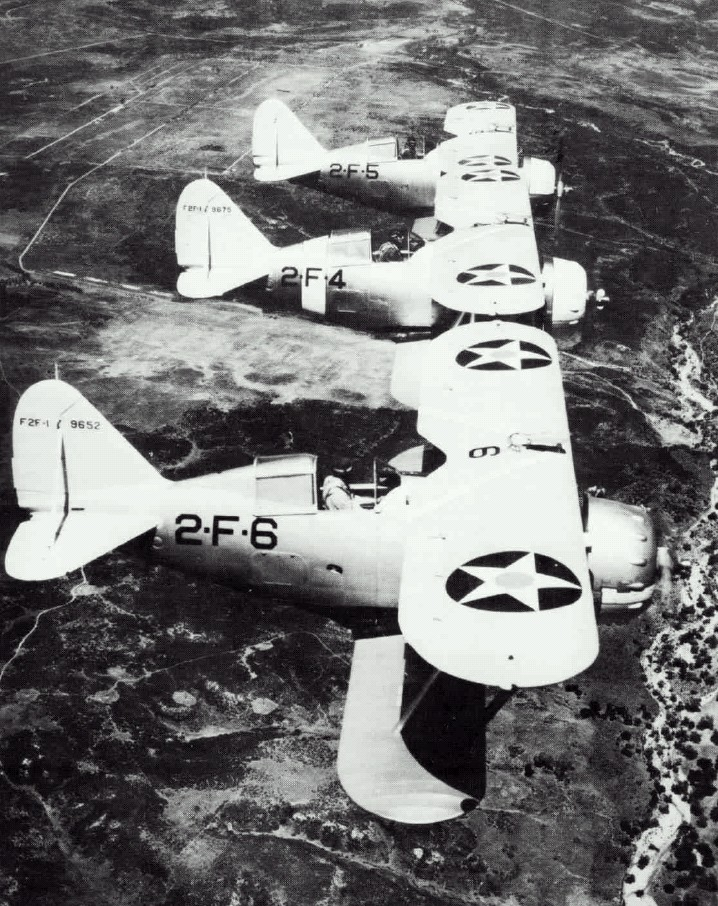
F2F-1 během operací peruti z paluby USS Lexington.

V letech 1930 a 1931 VF-6B prodělala dva operační turnusy na palubě USS Langley se stroji Boeing F2B. Později přešla na výškové stíhačky Boeing F3B a posléze na typ Grumman F2F.

### Druhá světová válka
Jako VF-3 peruť sloužila na palubách nosičů USS Saratoga a USS Yorktown až do bitvy u Midway. Po bitvě u Midway byla peruť až do konce války součástí palubní skupiny USS Enterprise. V roce 1942 byl velitelem peruti (tehdy Lieutenant Commander) John Thach.
15. července 1943 si perutě VF-3 a VF-6 vyměnily svá označení, což vyústilo v tři roky trvající spor mezi nimi o to, který z útvarů má nárok na emblém kreslené postavy Felix the Cat a pojmenování od něj odvozené, až do 15. listopadu 1946, kdy byla VF-3 přeznačena na VF-3A a získala od náčelníka námořních operací oficiální svolení emblém užívat.

## Významní bývalí příslušníci
- John Thach
- Edward "Butch" O'Hare
- Alexander Vraciu